# جهنگلی
جهنگلی (به انگلیسی: Jhungle) یک شهرک در پاکستان است که در ناحیه راولپندی واقع شده‌است.